# Desmalopex microleucopterus
La piccola volpe volante dalle ali bianche (Desmalopex microleucopterus Esselstyn, Garcia, Saulog & Heaney, 2008) è un pipistrello appartenente alla famiglia degli Pteropodidi, endemico di Mindoro, nell'Arcipelago delle Filippine.

## Descrizione

### Dimensioni
Pipistrello di medie dimensioni, con la lunghezza totale tra 133 e 155 mm, la lunghezza dell'avambraccio tra 97 e 103 mm, la lunghezza del piede tra 29 e 34 mm e un peso fino a 156 g

### Aspetto
La pelliccia è lunga e lanosa. Il colore generale del corpo è marrone chiaro, più scuro che in D. leucopterus. Il muso è lungo ed affusolato e cosparso di corte vibrisse, più numerose sul mento. La punta del naso è dello stesso colore della pelliccia, mentre le narici sono orientate in avanti e lateralmente ma non sono visibilmente allungate. Le orecchie sono corte, color crema alla base, color grigio-marrone verso la punta. La tibia è ricoperta dorsalmente di peli. Le membrane alari sono marroni chiare, chiazzate di bianco e attaccate lungo i fianchi del corpo e posteriormente alla base del primo e secondo dito del piede, il quale è marrone scuro e cosparso di pochi peli. È privo di coda mentre l'uropatagio è ridotto ad una sottile membrana lungo la parte interna degli arti inferiori. Non è presente dimorfismo sessuale.

## Biologia

### Alimentazione
Si nutre di frutti di specie native di Ficus e di Musa balbisiana.

## Distribuzione e habitat
Questa specie è diffusa soltanto sull'Isola di Mindoro, nelle Filippine.
Vive nelle foreste secondarie e disturbate tra i 100 e i 725 metri di altitudine.

## Conservazione
Questa specie, essendo stata scoperta solo recentemente, non è stata sottoposta ancora a nessun criterio di conservazione.